# Asebis
Asebis là một chi bọ cánh cứng trong họ 
Elateridae.
Chi này được miêu tả khoa học năm 1895 bởi Candèze.

## Các loài
Chi này có các loài:
- Asebis modiglianii Candèze, 1894